# جشن (آلبوم مدونا)
«جشن» (به انگلیسی: Celebration) آلبومی از هنرمند اهل ایالات متحده آمریکا مدونا است که در ۱۸ سپتامبر ۲۰۰۹ منتشر شد.